# 叢斎遊馬
叢斎 遊馬（そうさい ゆうば、生没年不詳）とは、江戸時代の浮世絵師。

## 来歴
蹄斎北馬の門人。作画期は文政の頃とされ、作に摺物や禿と大提灯を描いた肉筆画があり、画風と落款は北馬に似ていたという。